# 第二図南丸
第二図南丸（第二圖南丸、だいにとなんまる、Tonan maru No.2）は、日本の日本水産（現・ニッスイ）が運航した捕鯨船（捕鯨母船）およびタンカー。1937年（昭和12年）に竣工し1944年（昭和19年）に戦没した初代と、1956年（昭和31年）に竣工し1978年（昭和53年）に廃船となった2代目がある。

## 第二図南丸 (初代)

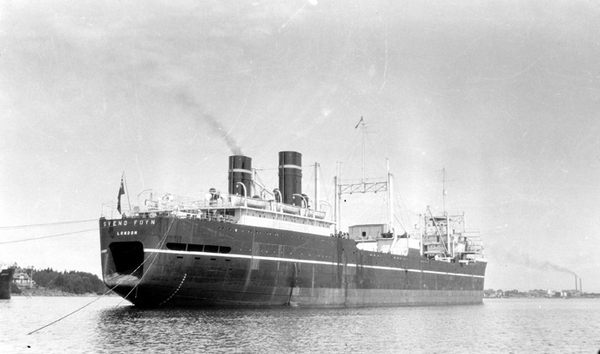
第二図南丸の原型となったスベント・フォイン（1931年）

### 建造
1936年（昭和11年）、底引網漁業や沿岸捕鯨の経験があった林兼商店（後に大洋捕鯨、大洋漁業、マルハ、現・マルハニチロ）は、初の国産捕鯨母船である日新丸で南氷洋捕鯨に参入した。日新丸と8隻の捕鯨船からなる捕鯨船団は、この年の捕鯨で1,116頭を捕獲し1万5,280tの鯨油を製造した。この数字は、日本捕鯨の図南丸と5隻の捕鯨船による捕鯨船団の849頭、鯨油1万809tという成績を越えるものだった。
後発の林兼商店に刺激された日本捕鯨は、外国から輸入した中古船である図南丸より、大形の捕鯨母船の建造を計画した。南氷洋捕鯨に立ち会っていた鈴木九平（後に日本水産社長）を鯨油タンカー厳島丸に便乗させてイギリスに派遣し、ノルウェー船籍の捕鯨母船スベント・フォインの設計図を購入させた。日本捕鯨はこの設計図を元に2隻の捕鯨船を大阪鉄工所桜島工場を発注した。
発注された捕鯨母船はスベント・フォインを基にしていたが、復元力が良すぎてローリングが大きくなるため、鯨油タンクと工場甲板の間に高さ1.9mの中甲板を船体に挿入して、2,000tの塩漬鯨肉の製造設備を設けて解決した。これにより原形船と比べて工場設備が拡張され、総トン数が大幅に増えている。林兼商店も川崎造船所に第二日新丸を発注しており、当時日本最大の汽船だった。本船と第二日新丸の建造競争は、新聞紙上を賑わせ、造船所が観光コースとなるほどだった。なお、林兼商店の日新丸は2軸推進の捕鯨母船を基にしながらも主機製作やスクリュー調達の関係で1軸推進とし、第二日新丸もそれを踏襲しているが、第二図南丸は2軸推進であったスベント・フォインの設計をそのまま踏襲しており、2軸推進となっていた。
1936年8月14日の起工後、日本捕鯨は共同漁業から改名した日本水産に吸収されたが、第二図南丸は1937年（昭和12年）5月12日に進水式を行い、8月31日に竣工した。

### 南氷洋捕鯨
第二図南丸の船団は、9月26日に南氷洋に出発した。1937年から1938年（昭和13年）の南氷洋捕鯨は、図南丸と日新丸に加えて、新造の第二図南丸と第二日新丸の4船団が5,581頭を捕獲し、第二図南丸は1,833頭を捕獲し2万tの鯨油を生産した。イギリスの1万5,021頭やノルウェーの1万4,482頭に比べると少ないが、1936年から1937年より倍増しており。日本の捕鯨船団の好成績は、乱獲が進行しつつあった南氷洋捕鯨で世界から注目されることになり、1938年にロンドンで行われた捕鯨資源管理の国際会議に招待されることになった。
1938年9月23日には、姉妹船の第三図南丸も竣工し、極洋捕鯨（現・極洋）の極洋丸も初出漁した。6隻の捕鯨母船からなる日本の捕鯨船団は、1938年から1939年（昭和14年）の漁期に6,893頭を捕獲した。3船団が出漁した日本水産は、姉妹船の第三図南丸が1,378頭を捕獲し、1万5,713tの鯨油を製造したこともあり、2漁期ぶりに115頭差で林兼商店を追い抜いた。12月には、日本水産と同じ日本産業傘下に漁船の売買や賃借を行う共同漁業が設立されたことに伴い、厳島丸を含む日本水産の大形船舶は共同漁業に移籍した。
1939年から1940年（昭和15年）の漁期は、第二日新丸の探鯨船がバレニー諸島でナガスクジラとシロナガスクジラの大群を発見し、日新丸と第二日新丸、第二図南丸が南緯75度線より南のロス海奥まで入ったため、どの捕鯨母船も船倉が満杯になるほど鯨を捕獲した。
戦前最後の南氷洋捕鯨となった1940年から1941年（昭和16年）の漁期は、第二次世界大戦の勃発で各国の捕鯨母船が半分以下（28隻から11隻、うち6隻が日本）になり、重油の配給制度による燃料不足や、ロス海の氷結、復路でのオーストラリア寄港の中止、仮装巡洋艦の出没などの障害もあったが、9,328頭を捕獲し、鯨油10万4,100t、鯨肉1万3,500tを生産した。

### 損傷
1941年11月10日、太平洋戦争（大東亜戦争）の開戦が間近になったこと伴い、第二図南丸は大日本帝国海軍に徴用され、特設運送船（雑用船）として重油や清水、軍需品の輸送や補給に従事した。
1942年（昭和17年）10月10日、第二図南丸はニューアイルランド島のカビエンに停泊していた。ガビエン付近で哨戒中だったアメリカ海軍のガトー級潜水艦アンバージャックがニッセル水道から港内に侵入。南緯02度36分 東経150度48分 / 南緯2.600度 東経150.800度の地点で停泊していた第二図南丸と6,000t級の輸送船に向けて魚雷を4本発射した。第二図南丸は被雷し、沈没を避けるために座礁。後に浮揚して曳航され、日本に戻っていった。

### 撃沈
日本本土での修理後、第二図南丸は再び輸送や補給に従事した。1943年（昭和18年）3月31日、日本水産の捕鯨事業が日本海洋漁業統制に継承されたことに伴い、第二図南丸も日本海洋漁業統制に移籍した。8月31日に除籍・徴用解除となり、翌9月1日に軍の徴用を受けないまま軍事輸送に従事する海軍配当船となった。
1944年（昭和19年）、第二図南丸は11隻の輸送船と3隻の護衛艦艇から成る輸送船団の1隻として、基隆港を出港し門司港へ向かった。8月22日、東シナ海を航行中の輸送船団は北緯29度53分 東経125度17分 / 北緯29.883度 東経125.283度の地点でアメリカ海軍のバラオ級潜水艦ピンタドに発見された。ピンダトは日没を待って船団の中に割り入り、舟山列島の東320km、北緯29度52分 東経125度22分 / 北緯29.867度 東経125.367度で第二図南丸を雷撃、被雷した第二図南丸は沈没した。この時のピンダトの艦長であるバーナード・A・クラーレイ少佐は、1942年に第二図南丸を攻撃したアンバージャックに士官として乗り込んでいた。
第二図南丸の戦没で、戦前に操業していた日本の捕鯨母船は、6隻全てが失われた。第二図南丸は、第二次世界大戦でアメリカ海軍の潜水艦が撃沈した、最大の商船である。

## 第二図南丸 (2代)

### 改装の経緯
第二次世界大戦後、日本水産は戦時標準船から改装した橋立丸を1946年（昭和21年）に就役させ、南氷洋捕鯨を再開した。戦時設計から急造で改装した橋立丸は、鯨類の処理能力が低く故障も頻発したが、制限会社と会社経理応急措置法、企業再建整備法の対象になっていた上に、捕鯨母船を含む漁船を新造しても戦争賠償で没収されることを恐れて、日本水産は新造船の建造に消極的だった。しかし橋立丸の低性能は看過できず、日本水産は将来的に捕鯨母船に改装することを想定して、1949年（昭和24年）の第5次計画造船でタンカーとして建造当時日本最大の松島丸を建造し、1951年（昭和26年）5月15日に竣工させた。松島丸は竣工と同時にGHQの日本商船管理局（SCAJAP）によりSCAJAP-X168の管理番号を与えられた。捕鯨国の日本への警戒に配慮し、松島丸はペルシャ湾への原油積み取りに従事し、1952年（昭和27年）にはカルテックスとの2年長期用船契約が締結された。さらに、トラック島で撃沈後放棄されていた第三図南丸をサルベージし、図南丸に改名して1951年（昭和26年）10月17日に橋立丸に代わり再就役させた。
一方、大洋捕鯨の後身の大洋漁業は、1946年（昭和21年）に戦時標準船から改装した第一日新丸を就役させた。第一日新丸は橋立丸と比べて処理能力は高かったが、やはり改装船だったため、大洋漁業は代替船として1951年に日新丸を新造し就役させた。1953年（昭和28年）から1954年（昭和29年）の漁期には日新丸が1,085頭を処理し、日本の捕鯨母船で初めて1,000頭を処理した。意気上がった大洋漁業は、1954年に第一日新丸から石油タンカーに改装した錦城丸を、再び捕鯨母船に改装して南氷洋捕鯨に投入した。1954年から1955年（昭和30年）の漁期は、3隻の捕鯨母船で2,774頭を捕獲し、捕獲頭数は前年漁期の46%増となった。日本水産と大洋漁業に加え、極洋捕鯨が1950年（昭和25年）から小笠原捕鯨に投入していたばいかる丸に代わり、元戦時標準船の鶴岡丸を1955年に改装して極洋丸を就役させ北洋捕鯨に投入した。さらに、アリストテレス・オナシスが保有していたパナマ船籍の捕鯨母船オリンピック・チャレンジャーを購入して第二極洋丸として就役させ、1956年（昭和31年）から南氷洋捕鯨を再開した。
競合他社が複数の船団を有するのに対応するため、日本水産は松島丸を捕鯨母船に改装して捕鯨母船に充てることになった。松島丸は1956年（昭和31年）3月17日に日立造船因島工場で改装工事に着手。6月27日に完工した。

### 設計
南氷洋で鯨油を積み取る鯨油タンカーとして建造されたため、建造時点で船首は曲斜型で中間肋骨を補強した耐氷構造だった。捕鯨母船への改装で、長船尾楼三島型の船橋や煙突は全面的に交換されたほか、上甲板の上に解剖甲板を設置。揚鯨用の40tウインチを2基、約500t/日の製油設備を搭載した。改装前は鯨油や原油のタンカーとして運航されていたが、改装後も引き続きタンカーとしての運用が可能だった。

### 運航

#### 南氷洋捕鯨
改装を終えた松島丸は7月に北洋捕鯨で試験操業を行い、第11次南氷洋捕鯨から南氷洋捕鯨に従事した。松島丸と第二極洋丸の就航で、5船団となった日本の捕鯨船団は、1957年（昭和32年）に大洋漁業が第二日新丸を投入したことで戦前と同じ6隻体制となった。同年、松島丸は船名を第二図南丸に改名した。1959年（昭和34年）から1960年（昭和35年）の漁期で、日本の6船団は戦前から一貫して世界トップの捕獲量だったノルウェーを追い越した。同年に極洋捕鯨がイギリスの捕鯨母船バリーナを捕鯨船7隻と共に購入し第三極洋丸としたほか、1961年（昭和36年）に大洋漁業が錦城丸に代わりノルウェーのコスモスIIIを購入した第三日新丸を就航させたことで、1961年から1962年（昭和37年）の7船団による捕獲頭数は6,574頭を数え、日本の母船式捕鯨の捕獲頭数の最高値を記録した。
しかし、鯨類の資源枯渇が問題となり、1963年（昭和39年）に国際捕鯨委員会（IWC）でシロナガスクジラが禁漁となり、その後は国ごとに捕獲頭数が割り当てられるようになった。1965年（昭和40年）5月6日、IWCの会議で南氷洋捕鯨の捕獲枠が前年より1,000頭減少の4,500頭まで削減され、ザトウクジラ1年、シロナガスクジラ5年の禁漁が決まった。1965年（昭和40年）から1966年（昭和41年）の第20次南氷洋捕鯨は、第二日新丸と第二極洋丸が北洋捕鯨に移動し、5船団の操業となった。1966年から1967年（昭和42年）の第21次南氷洋捕鯨からは、図南丸が北洋捕鯨に異動し、日本水産は第二図南丸の船団のみが10月18日に出航した。この間、各国の母船式捕鯨の縮小や撤退が進み、設定された捕獲枠を消化できない国が相次いだ。1968年（昭和43年）にはノルウェーが撤退したことで、母船式捕鯨を行う国は日本とソビエト連邦のみとなった。
1970年（昭和45年）のIWC総会で北洋捕鯨と南氷洋捕鯨で同一母船の運航が認められたため、第二図南丸は1971年（昭和46年）から図南丸に代わり、北洋捕鯨にも出漁した。同年には、将来的に捕獲枠の縮小は下げ止まるとの見通しから航海日数の削減と漁場への移動の迅速化のために、第二図南丸の主機の交換や、捕鯨砲の小型化、キャッチャーボートの新造を含め31億円の投資が行われた。しかし同年には北洋捕鯨の捕獲枠の削減も始まり、その後も南氷洋の捕獲枠は減少し続けた上に、1973年（昭和48年）から1974年（昭和49年）の第27次南氷洋捕鯨からは、新たにクジラの種類ごとの捕獲頭数も設定されたため、クジラを求めて移動する手間が発生し、効率の悪化を生んだ。1975年（昭和50年）から1976年（昭和51年）の第29次南氷洋捕鯨からは、さらに漁区ごとの捕獲頭数の制限が加わり、ナガスクジラとイワシクジラは禁漁区が設定されたため、漁区を移動しながらの捕獲枠の達成は困難となった。1974年8月1日、水産庁と母船式捕鯨を行う3社の間で捕鯨事業の集約化が合意され、日本水産は1975年の北洋捕鯨と第30次南氷洋捕鯨をもって、母船式捕鯨を打ち切ることを決定した。

#### 日本共同捕鯨
1976年2月16日、母船式捕鯨を行う3社と沿岸捕鯨を行う3社の捕鯨部門は集約され、日本共同捕鯨が設立された。4月1日に日本水産の陸上役職員、6月1日に第二図南丸とキャッチャーボート7隻、海上従業員が第三日新丸と第三極洋丸、そしてキャッチャーボート計20隻と共に移籍した。10月12日、日本共同捕鯨初の南氷洋捕鯨である第31次南氷洋捕鯨にキャッチャーボート8隻、冷凍船1隻と共に出航したのが、第二図南丸の最後の出漁となった。第二図南丸と第三日新丸は、この捕鯨でイワシクジラ1,237頭、ミンククジラ3,950頭、マッコウクジラ234頭、ニタリクジラ225頭を捕獲し、鯨油5,819t、マッコウ油1,366t、冷凍品3万2,763t、塩蔵品170t、コラーゲンペプチドほか172t、合計4万289tを製造した。
翌1977年（昭和52年）の第32次南氷洋捕鯨は第三日新丸の船団のみが出航し、1978年（昭和53年）2月、第二図南丸は第三極洋丸と共に廃船となった。

### 展示
下関市立大学地域共創センターにカットモデルが収蔵されている。